# Botnang
Koordinaten: 48° 47′ N, 9° 8′ O
Botnang [ˈboːtnaŋ] (früher auch Bothnang) ist ein Stadtbezirk von Stuttgart und liegt zwischen den Stadtteilen Kräherwald und Wildpark von Stuttgart-West sowie Feuerbacher Tal von Feuerbach, somit rund 3 km westlich des Stadtkerns.

## Geographie

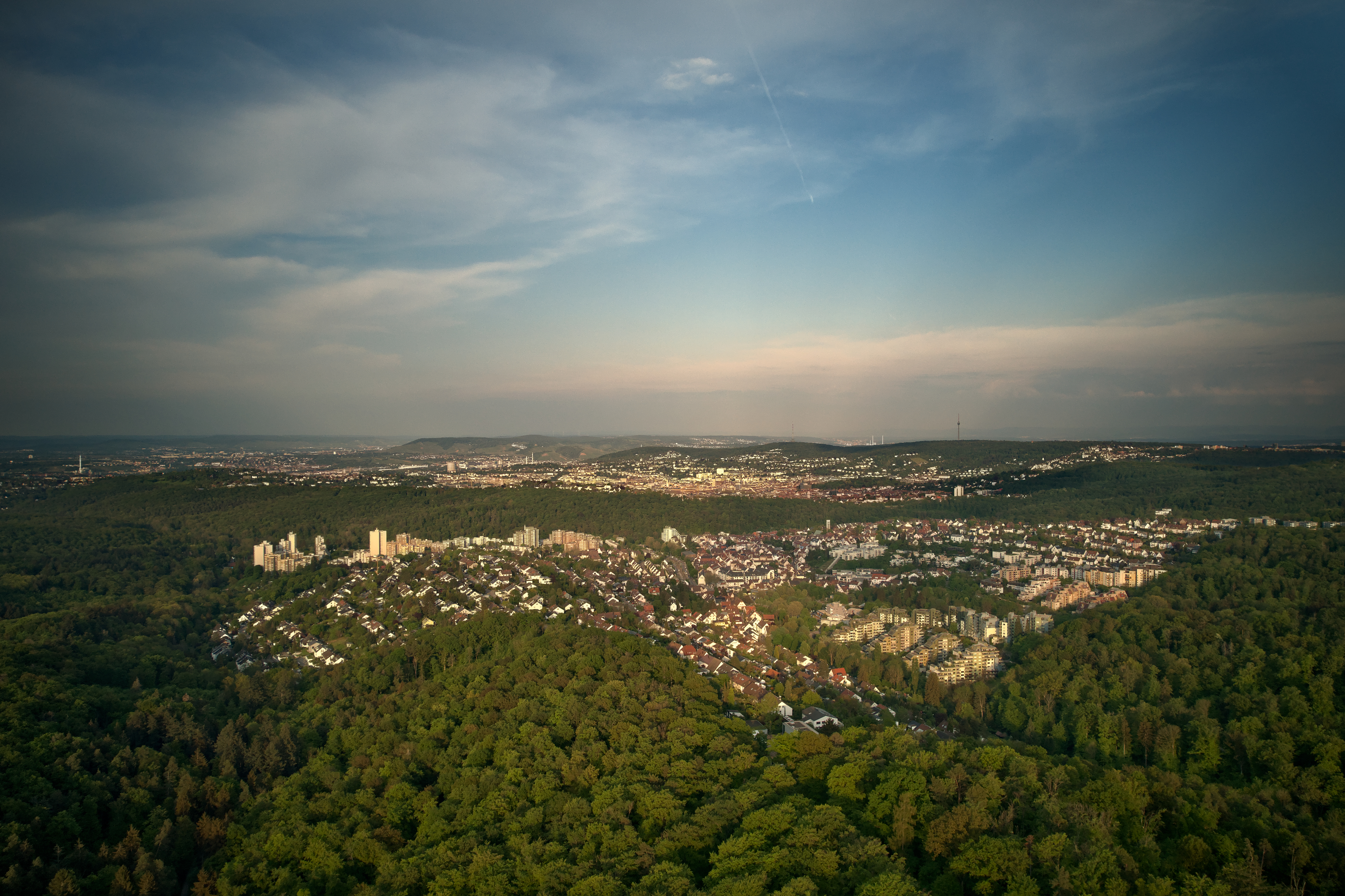
Botnang aus nordwestlicher Richtung, 2022

Botnang ist nahezu vollständig von Wald umgeben. Der Stadtteil liegt auf 316 m ü. NN bis 479 m ü. NN (am sogenannten Forsthaus). Das Wasser um Botnang herum wird im Norden vom Knaupenbach, im Osten vom Metzgerbach gesammelt, die sich unterhalb Botnangs zum Feuerbach vereinigen. Durch Botnang führt außerdem der teilweise unterirdisch verlaufende Buberlesbach, der im Westen aus dem Buberlesweiher kommt.

## Geschichte

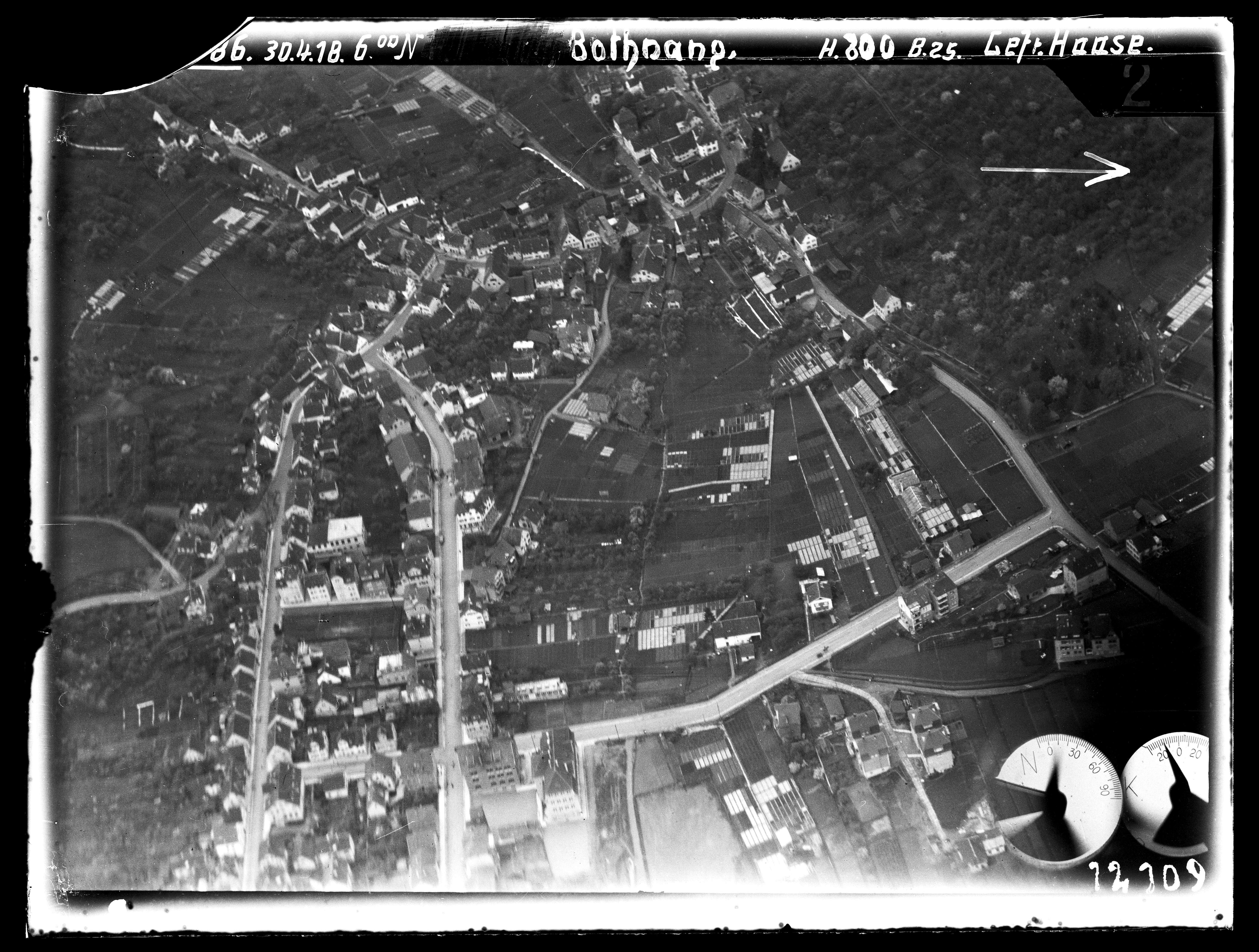
Luftbild von Botnang, April 1918

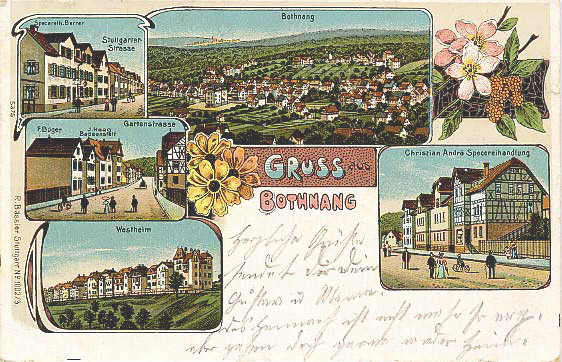
Botnang um 1900

Zur Römerzeit vor etwa 1900 Jahren kreuzten sich zwei bedeutende römische Verkehrswege im Bereich des heutigen Forsthauses am Oberen Kirchhaldenweg. Bereits in dieser Zeit lag auf der Ostseite des Feuerbachs eine Töpfersiedlung.
Botnang entstand als Ausbausiedlung von Feuerbach her und wurde 1075 in der Form Botenanch zum ersten Mal urkundlich erwähnt. Der Name wird zurückgeführt auf die Verbindung des Personennamens Bodo mit Wang(e) = leicht gewölbte oder geneigte Wiese bzw. Flur. Im Jahr 1075 übertrugen die damaligen Grundherren, die Grafen von Calw, ihren Besitz samt den Erträgen zu Botnang an das Kloster Hirsau. 1281 verkaufte Hirsau seine Botnanger Besitzungen an das Kloster Bebenhausen, seit 1356 werden Ober- und Unterbotnang unterschieden. 1481 wurde Botnang von Herzog Eberhard im Bart erworben und somit württembergisch. Als verkaufende ganerbliche Eigentümer der Hälfte des Weilers werden damals die Brüder Conrad und Bernhard Schenk von Winterstetten genannt, außerdem Martin und Eberhardt von Heusenstamm zusammen mit ihrem Onkel Eucharius von Venningen, welch letzteren ihr Vater bzw. Großvater Johann von Venningen, kurpfälzischer Vitztum in Neustadt an der Weinstraße diesen Teilbesitz aus dem Erbe seiner Frau Adelheid von Frauenberg vermacht hatte.
Der Dreißigjährige Krieg brachte Elend und Verwüstung auch über Botnang. Zählte es mit Heslach zusammen 1621 noch 645 Einwohner, so waren diese bis 1643 auf 210 Einwohner dezimiert.
1765 wurde von Herzog Carl Eugen in unmittelbarer Nachbarschaft zu Botnang das Schloss Solitude errichtet. Viele der Handwerker hierzu wurden in Botnang einquartiert. Bis heute bestehen enge Verbindungen zwischen Solitude, das zur Gemarkung Stuttgart-West zählt, und Botnang.
Der Ort war bis zu Beginn der Industrialisierung bekannt als das Dorf der Wäscher und Bleicher, da er aufgrund seiner geografischen Lage bestens mit Holz und Wasser versorgt war, und das für ganz Stuttgart tätig war. Außerdem bildeten die Landwirtschaft sowie der Weinbau den wirtschaftlichen Schwerpunkt des Ortes.
Nach der zunehmenden Industrialisierung Stuttgarts wandelte sich Botnang allmählich zur Arbeitersiedlung. Am 1. April 1922 wurde Botnang zur Stadt Stuttgart eingemeindet. Damals (1925) zählte Botnang 4579 Einwohner, heute zählt der Stadtteil mehr als 13.000 Einwohner.

### Religion
Bis ins 15. Jahrhundert gehörte Botnang zur Pfarrei Feuerbach. 1483 wurde es abgetrennt und erhielt eine eigene Pfarrei. Um 1530 wurde der Ort reformiert, von 1558 datiert das älteste überlieferte Taufregister.

### Eingemeindung

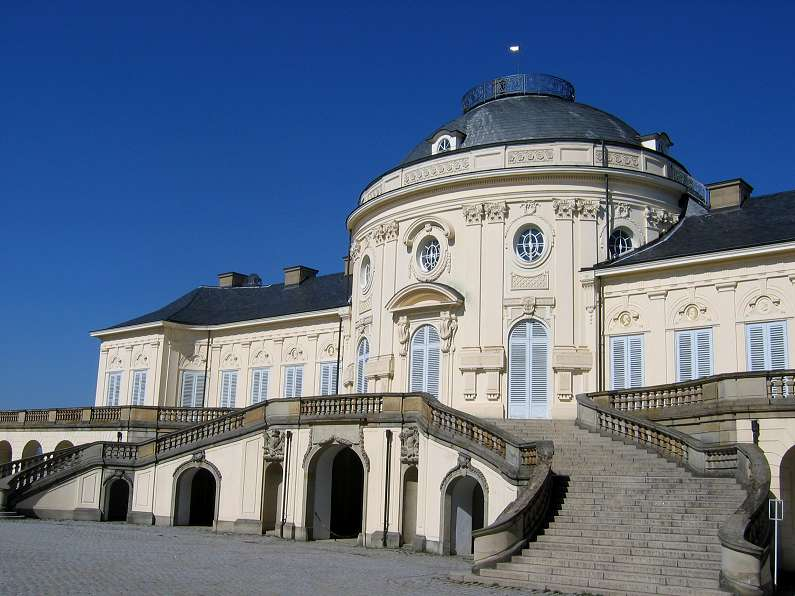
Schloss Solitude, März 2004

Der Ort gehörte kirchlich bis 1483 und politisch bis 1631 zu Feuerbach. Am 1. April 1922 wurde Botnang in die Stadt Stuttgart eingemeindet.
Das Schloss Solitude, das mit seinem gesamten Wohnplatz bis 1942 zur Gemeinde (heute Stadt) Gerlingen gehörte, wurde am 1. April 1942 nach Stuttgart eingegliedert und dem Stadtteil Botnang zugeordnet.
Bei der Einteilung der Stadt Stuttgart in Stadtbezirke im Jahre 1956 wurde der Wohnplatz Solitude dem neu gegründeten Stadtbezirk Stuttgart-West zugeordnet und Botnang zu einem eigenständigen Stadtbezirk erklärt. Bei der Neugliederung der Stuttgarter Stadtteile zum 1. Januar 2009 wurde der Stadtbezirk Botnang in vier Stadtteile Botnang-West, Botnang-Nord, Botnang-Süd und Botnang-Ost aufgeteilt. Botnang besteht somit aus vier Stadtteilen.

## Wirtschaft und Infrastruktur

### Verkehr

#### Fernstraßen
Botnang liegt in der Nähe der L 1187/Wildparkstraße, der Verbindung von Stuttgart nach Leonberg. Diese ist ein wichtiger Zubringer zu den Autobahnen A 81 und A 8.

#### Bahn- und Busverkehr
Die Stadtbahn Stuttgart bedient fünf Haltestellen und ist Endpunkt von zwei Linien.
- Neugereut – Bad Cannstatt – Stöckach – Charlottenplatz – Rotebühlplatz –  Vogelsang – Botnang
- Hedelfingen – Wangen – Raitelsberg – Stöckach – Hauptbahnhof – Vogelsang (– Botnang)
(in den Schulferien und außerhalb der Hauptverkehrszeit nur zwischen Hedelfingen und Vogelsang)
- Bus 91: (Büsnau –) Lauchhau – Vaihingen / (Universität) – Botnang – Feuerbach
- Bus N2: Nachtbus Schlossplatz – Botnang – Schlossplatz (Fr/Sa/So Nacht)

#### Radverkehr
Vom Hauptbahnhof über Stuttgart-West kommend über den Botnanger Sattel in die Ortsmitte führt die Hauptradroute (HRR) 4, die aber noch nicht ausgeschildert ist. In der Beethovenstraße gibt es stadteinwärts einen getrennten Geh- und Radweg. Nach Botnang hinein, also bergab, gibt es an dieser Straße hingegen nur einen Gehweg, der zum Radfahren freigegeben wurde. Bislang nicht als Hauptradroute eingestuft ist die Weiterführung über die Schumannstraße und Verdistraße zum Oberen Kirchhaldenweg, der die einzige asphaltierte Verbindung für den Radverkehr aus der Innenstadt heraus Richtung Westen darstellt und Richtung Gerlinger Schillerhöhe führt, die ein wichtiges Pendlerziel darstellt.
Die HRR 9 soll künftig vom Botnanger Sattel zur Universität und zur Ortsmitte von Vaihingen und weiter Richtung Oberaichen führen. Sie verläuft großteils auf Waldwegen. Eine alltagsgeeignete Radroute nach Vaihingen gibt es nicht, denn die bestehende Straße ist eine Kraftfahrstraße ohne Parallelweg.
Außerdem ist bei Botnang eine Hauptradroute zweiter Ordnung geplant, die HRR 21, die ebenfalls noch nicht ausgeschildert ist. Sie soll durch das ganze Feuerbacher Tal führen. Sie verläuft vom Botnanger Sattel kommend am Ort vorbei zum Waldweg Lina-Hähnle-Weg und weiter nach Feuerbach. Eine zweite Verbindung nach Feuerbach besteht links der Feuerbacher-Tal-Straße, sie ist ebenfalls ein Waldweg.

### Schulen in Botnang
Grundschulen
- Franz-Schubert-Schule
- Kirchhaldenschule

weiterführende Schulen
- Evangelische Fachschule für Sozialpädagogik

## Kultur und Sehenswürdigkeiten

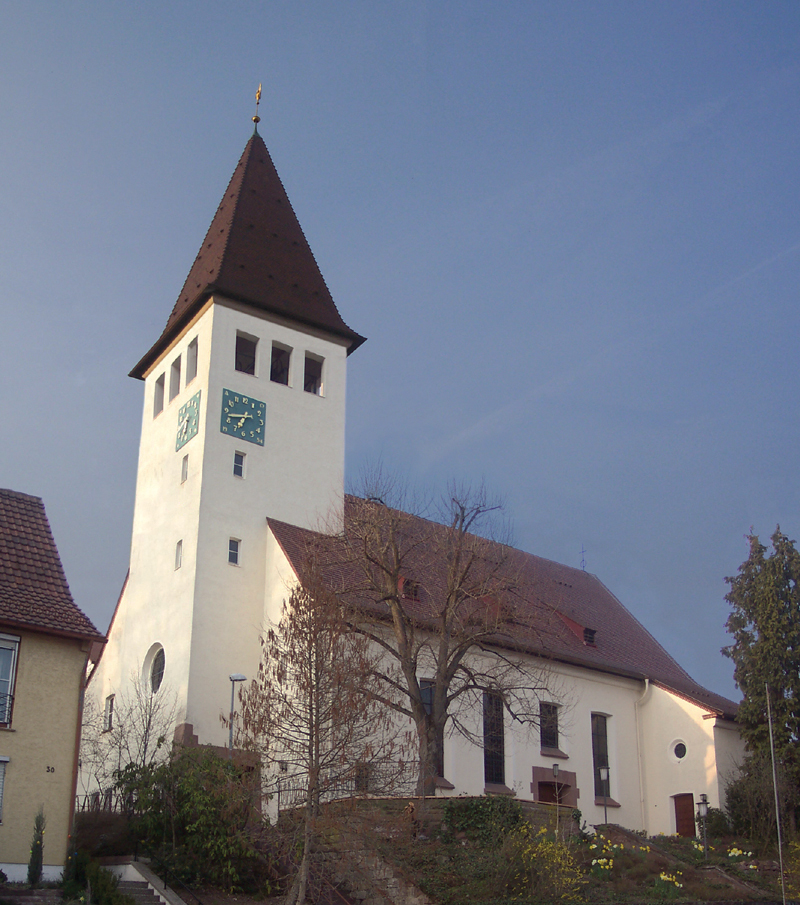
Auferstehungskirche

### Bauwerke
- Die Auferstehungskirche in der Eltinger Straße prägt das Stadtbild des „alten Botnang“. Sie ist häufig als Motiv auf Bildern und Postkarten zu finden. Die Kirche wurde nach dem Zweiten Weltkrieg auf den Ruinen der alten Dorfkirche neu aufgebaut.

### Regelmäßige Veranstaltungen
- Das von den Mitgliedsvereinen der ARGE Botnang jeweils am letzten Samstag vor den Sommerferien veranstaltete Straßenfest im Bereich Marktplatz/Griegstraße/Franz-Schubert-Straße.
- Ebenfalls von der ARGE veranstaltet wird der Weihnachtsmarkt am Samstag vor dem 1. Advent. Bis ins Jahr 2005 fand dieser immer in der Alten Stuttgarter Straße statt. 2006 zog der Weihnachtsmarkt in die Griegstraße um.
- Der Laternenumzug Mitte Oktober lockt jedes Jahr über 800 Teilnehmer an. In zwei Zügen geht es durch die bunt geschmückten Botnanger Straßen zur Grünfläche vor der Ballsporthalle zum großen Abschlussfeuer.
- Jeden Mittwoch findet im Bürgerhaus Botnang, um 14:30 Uhr der „Mittwoch Nachmittag“ statt. Er wird von der Arbeiterwohlfahrt, der evangelischen- und der katholischen Kirche, sowie dem Bürgerhaus Botnang veranstaltet. Er richtet sich überwiegend an die älteren Bewohner Botnangs, ist jedoch für alle Interessierten offen. Der Mittwoch Nachmittag findet seit Ende der 1970er Jahre regelmäßig statt.
- Des Weiteren gibt es Veranstaltungen im Jugend- und Kindertreff Botnang sowie im evangelischen Jugendtreff.

### Jugendfarm
- Seit 1972 bietet die Jugendfarm ein offenes pädagogisches Konzept für Kinder und Jugendliche ab 6 Jahren. Bis 1974 befand sie sich im alten Pfarrgarten und wurde mit der Erweiterung der Stadtbahn verlegt. Dienstags bis samstags gibt es einen offenen Mittagstisch.

## Politik
- CDU: 3
- Grüne: 3
- SPD: 1
- AfD: 1
- FW: 1
- FDP: 1
- Linke: 1

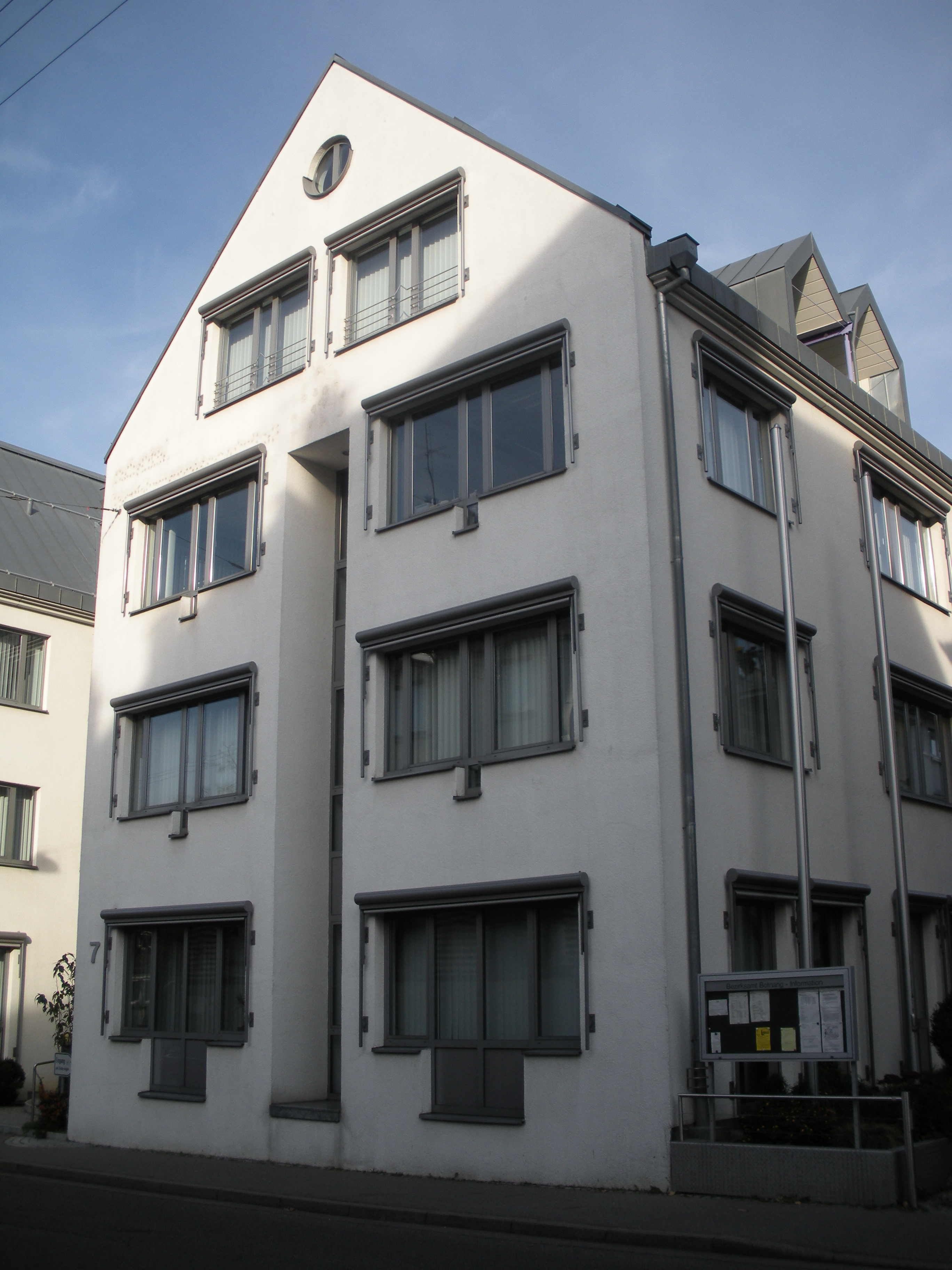
Bezirksrathaus Botnang

Dem Bezirksbeirat Botnang gehören aufgrund der Einwohnerzahl des Stadtbezirks 11 ordentliche und ebenso viele stellvertretende Mitglieder an. Seit der Kommunalwahl 2024 gilt die nebenstehende Sitzverteilung.
Außerdem gibt es seit dem Jahr 2008 einen Jugendrat, dem 7 ordentliche Mitglieder angehören.

### Wappen
| Wappen von Botnang | Blasonierung: „In Gold auf schwarzem Boden zwischen zwei schwarzen Buchen ein laufender, rot bezungter schwarzer Eber (Schwarzwild) mit silbernen Hauern.“ |
| Wappen von Botnang | Das Botnanger Wappen zeigt einen Keiler zwischen zwei Laubbäumen (die als Buchen interpretiert werden) und wurde 1919 erstellt, nachdem bei der Bearbeitung einer Gemeindechronik festgestellt wurde, dass es bislang weder ein Wappen noch irgendein anderes Bildkennzeichen für Botnang gab. Das von der Archivdirektion Stuttgart vorgeschlagene Motiv bezieht sich auf den Schwarzwildpark, der 1815/16 von König Friedrich angelegt wurde. Seit der Eingemeindung 1922 ist das Wappen kein offizielles Hoheitszeichen mehr, wird aber nach wie vor traditionell viel verwendet. |

Das eigentliche Wahrzeichen von Botnang ist der Kuckuck (Ortsneckname). Einer Legende nach bat der Herzog von Württemberg die Botnanger, ihm das „Heim des Kuckucks“ zu beschaffen. Daraufhin schenkten ihm die Botnanger den gesamten Wald, der bis heute zu Stuttgart-West gehört.

## Persönlichkeiten
- Emma Aberle (1886–1949), Schriftstellerin, in Botnang geboren
- Patrick Auracher (* 1990), Fußballspieler, in Botnang aufgewachsen
- Otto Broneske (1899–1989), Buchautor, in Botnang begraben
- Gustav Epple (1883–1955), Bauunternehmer, in Botnang geboren
- Walter Häbich (1904–1934), Politiker, in Botnang geboren
- Gerda Herrmann (1931–2021), Komponistin und Dichterin, lebte etwa 60 Jahre lang in Botnang
- Theodor Herrmann (* 1921), Fußballspieler, in Botnang aufgewachsen
- Paul Hofstetter (1807–1983), Politiker, in Botnang geboren
- Moritz Kwarteng (* 1998), Fußballspieler, in Botnang aufgewachsen
- Siegmund Schmidt (1939–2021), Komponist und Kirchenmusiker, in Botnang aufgewachsen
- Klaus Seybold (1936–2011), Theologe, in Botnang aufgewachsen
- Siegmund Seybold (* 1939), Botaniker, in Botnang aufgewachsen
- Susanne Stephan (* 1963), Schriftstellerin, lebt in Botnang
- Oliver Stierle (* 1983), Fußballspieler, in Botnang aufgewachsen
- Hermann Umgelter (1891–1962), Maler, in Botnang geboren
- Wilhelm Ludwig Wekhrlin (1739–1792), Journalist und Schriftsteller, in Botnang geboren.

### Trivia

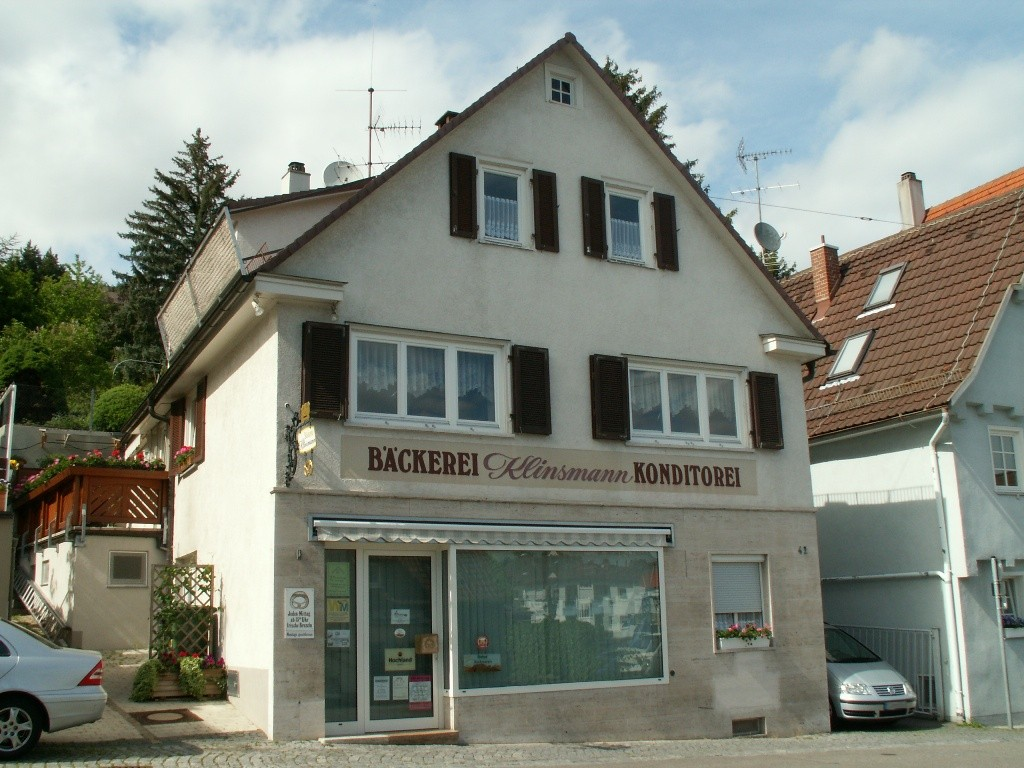
Bäckerei Klinsmann, Mai 2006

Die Familie von Jürgen Klinsmann (* 1964), von 2004 bis 2006 Bundestrainer der deutschen Fußballnationalmannschaft und Fußballwelt- (1990) und -europameister (1996), betrieb eine Bäckerei in Botnang.